# Tekken (videojuego)
Tekken (Japonésː 鉄拳 , lit. "Puño de Hierro")  es un videojuego de lucha del año 1994 desarrollado y distribuido por Namco para correr en máquinas recreativas. Luego, en 1995, se publicó una versión para la PlayStation original de Sony. Tekken fue uno de los primeros videojuegos de lucha en estar hechos enteramente en gráficos tridimensionales poligonales, y fue creado por Namco para competir contra el entonces célebre Virtua Fighter de su otrora rival, Sega. Fue diseñado por Seiichi Ishii, el mismo programador que diseñó a Virtua Fighter cuando trabajaba en Sega dos años antes. El juego fue pensado para correr en la placa de bajo costo Namco System 11, cuya arquitectura está basada en la tarjeta base de la PlayStation original. 
El argumento del juego trata sobre un torneo de artes marciales organizado por Heihachi Mishima, que intenta demostrarle su poder a su vengativo hijo y protagonista, Kazuya. En un principio, Tekken generó opiniones divididas respecto a su presentación, diseño de personajes e su inusual sistema de control, que consistía en un botón por extremidad. No obstante, el juego se hizo muy popular gracias a la versión de PlayStation, que fue un éxito comercial y de crítica. Debido a ello, el juego recibió una secuela, llamada Tekken 2, publicada en 1995.

## Juego
Tekken es una de las primeras franquicias de juegos de lucha en 3D, en este se puede encontrar muchos conceptos ya usados en Virtua Fighter de Sega. 
Como ocurre habitualmente en los juegos de lucha, los jugadores eligen un personaje de la plantilla disponible y realizan combates cara a cara contra un oponente. 
Difiere en algunos aspectos de otros juegos del mismo género. Mientras que tradicionalmente en los videojuegos de lucha los comandos difieren en potencia, diferenciando por ejemplo puñetazo débil o fuerte, Tekken dedica a cada botón cada una de las cuatro extremidades, haciendo el aprendizaje más intuitivo. El jugador puede ver de esta forma como el movimiento se corresponde de forma lógica con los comandos que realiza (pulsando «arriba» y «pierna derecha» el jugador sabrá de antemano que su personaje lanzará una patada alta con la pierna derecha). 
Por defecto, habrá dos rondas de combate. Sin embargo, los jugadores pueden elegir de una a cinco rondas, así como opciones para el tiempo límite de cada una. Si el ganador tiene toda su salud antes de que el tiempo se agote, el juego lo calificará como «perfecto» y si gana a punto de ser eliminado nos concederá un «genial». Si se da el caso de que ambos combatientes sean derribados a la vez, se considerará «Doble KO». En el caso de que no sea derribado ningún personaje ganará el que conserve más energía en su barra de vida. 
En el juego, el nombre de la ubicación se muestra en la esquina inferior derecha de la pantalla. Los lugares están basados en localizaciones reales: Angkor Wat (Camboya), Szechwan (China), Monument Valley (EE. UU.), Chicago (EE. UU.), Kioto (Japón), Fiyi, Windermere (Gran Bretaña), Venecia (Italia), Acrópolis (Grecia), Isla Rey Jorge (Antártica) y Estadio Chiba Marine (Japón).

## Historia del juego
Cuando Kazuya Mishima tenía tan solo cinco años, su padre, Heihachi Mishima, lo cargó a la cima de una montaña y lo arrojó para probar su fuerza y determinar si era apto para heredar la Corporación Mishima. Aunque Kazuya sobrevivió a la caída, quedó con una gran cicatriz en el pecho y posteriormente hizo un pacto con una entidad conocida como Diablo, lo que le permitió no solo sobrevivir a la caída, sino también obtener una fuerza y un poder inmensos, aunque a costa de su alma. Kazuya volvió a la cima, pero Heihachi, aún considerándolo demasiado débil para heredar la Corporación, adoptó posteriormente al huérfano Lee Chaolan para convertirlo en su rival.
21 años después, Kazuya viaja por todo el mundo compitiendo en artes marciales y emergiendo como campeón invicto, con un único empate contra Paul Phoenix, un luchador estadounidense. Heihachi organiza y anuncia el Torneo del Rey del Puño de Hierro para demostrar su poder y valor. Kazuya participa en el torneo, derrota a muchos competidores, incluido Lee, y vence por poco a Paul tras una intensa batalla. Al llegar a la ronda final, se enfrenta a Heihachi y finalmente sale victorioso. Tras su victoria, se venga lanzando a Heihachi desde la misma cima desde la que Kazuya fue arrojado de niño, y sonríe, tomando el control de la Corporación Mishima

## Personajes

### Primeros personajes
- 01 Jack

- 02 Kazuya Mishima

- 03 King I

- 04 Marshall Law

- 05 Michelle Chang

- 06 Nina Williams

- 07 Paul Phoenix

- 08 Yoshimitsu

### Personajes desbloqueables
- 09 Anna Williams

- 10 Armor King I

- 11 Devil

- 12 Ganryu

- 13 Heihachi Mishima

- 14 Kuma I

- 15 Kunimitsu I

- 16 Lee Chaolan

- 17 Prototype Jack

- 18 Wang Jinrei

## Escenarios
- Acrópolis, Grecia
- Angkor Wat, Camboya
- Chicago, Estados Unidos
- Fiji
- Isla Rey Jorge, Antártida
- Kioto, Japón
- Marine Stadium, Japón
- Monument Valley, Estados Unidos
- Szechwan, China
- Venecia, Italia
- Windermere, Reino Unido

## Música
La música de Tekken está compuesta por Yoshie Arakawa y Yoshie Takayanagi.

## Lanzamiento
Poco después, Tekken se publicó para PlayStation. La versión de PlayStation permitía desbloquear personajes al completar el juego y tenía vídeos finales.
La versión de PlayStation 2 de Tekken 5 incluye el modo arcade de Tekken. En 2005, Namco relanzó Tekken como parte de la NamCollection para PlayStation 2 con afán de celebrar su 50 aniversario.

## Recepción
Tekken recibió muchos comentarios positivos, con la crítica alegando que era un buen comienzo a la serie. Su éxito y popularidad ha dado lugar a ocho secuelas. Los juegos  Tekken han sido muy populares entre la comunidad de artes marciales, debido a que los movimientos de los combatientes están cerca del actual estilo de lucha. 
Tekken fue el primer juego de PlayStation en vender más de un millón de unidades. 
Guinness World Records otorgó Tekken con múltiples registros en el Guinness World Records: Gamer la edición de 2008. Estos incluyen, «Primer Juego de PlayStation en vender más de un millón de unidades», «Primer Juego de Lucha por Simulación de Funciones 3D», así como un registro para toda la serie como «La Mejor Serie de Lucha en Ventas para las consolas de PlayStation».